# Скулптор (съзвездие)
Скулптор е бледо южно съзвездие, въведено през 17 век. В него няма звезди, по-ярки от 3-та звездна величина.